# Поліневрит
Поліневри́т — множинне запальне ураження периферійних нервів. Є одним з варіантів нейропатії і так само невриту. Взагалі на сьогодні рекомендують відходити від вживання цього терміна й визначати патологічний процес у цій ситуації як полінейропатія.

## Клінічні прояви
Поліневрит характеризується дифузним болем, онімінням у кінцівках, слабкістю та атонією м'язів дистальних відділів рук та ніг, порушенням чутливості на зразок «рукавичок» та «панчіх».

## Діагностика
Детальна діагностика передбачає проведення ряду інструментальних заходів: 
•Електронейроміографія - це метод, який допомагає точно визначити ділянку, в якому вражені нервові закінчення. 
•УЗД нервових волокон і внутрішніх органів черевної порожнини. Лабораторний аналіз крові, калу і сечі. 
•МРТ спинного і головного мозку. 
•ЕЕГ - дозволяє встановити тип поліневриту і стадію його розвитку. 
Додатково проводяться спеціальні бета-тести, які діагностують м'язовий тонус і рівень згинання кінцівок. 

## Лікування
Застосовують вітаміни В1, В12, прозерин, дибазол, масаж, фізіотерапію, ЛФК.